# Fenoprofene
Il  Fenoprofene  è il principio attivo di indicazione specifica per ridurre il dolore e la flogosi nelle malattie muscoscheletriche. Appartiene alla classe dei farmaci antinfiammatori non steroidei (FANS), non è reperibile in Italia.

## Indicazioni
Viene utilizzato come trattamento contro il dolore moderato come nel caso del dolore ai denti o dismenorrea, contro malattie quali l'osteoartrosi e similari.

## Controindicazioni
Sconsigliato negli infanti, in caso di insufficienza renale e in allattamento.

## Dosaggi
- Malattie artritiche 300 mg al giorno, la dose deve essere suddivisa in più somministrazioni (dose massima 600)  che devono essere assunte dopo i pasti.

## Effetti indesiderati
Tra tutti i FANS è quello più frequentemente associato allo sviluppo di nefrite interstiziale, evenienza comunque rara.
Broncospasmo, ematuria, vertigini, insonnia, cefalea, nausea, diarrea, infezioni alle vie respiratorie, rinofaringite, cistite.